# Kerry McGregor
Kerry McGregor (1974 – 4 de enero de 2012) fue una cantante, compositora y actriz escocesa.

## Biografía
Después de estudiar música y drama en Edimburgo, co-formó una banda llamada Nexus en 1993. Luego se unió a QFX; cuyo álbum Freedom alcanzó el número 21 en las listas de éxitos del Reino Unido.
Descubierta por Kenny MacDonald, mánager de The Proclaimers, en 1997 McGregor participó en The Great British Song Contest, la selección del Reino Unido para el Festival de la Canción de Eurovisión, con la canción "Yodel in the Canyon of Love". La canción quedó segunda, detrás de "Love Shine a Light" de Katrina and the Waves. Polygram luego firmó un acuerdo en solitario con McGregor, y lanzó "Yodel in the Canyon of Love" como sencillo.
McGregor había aparecido en varios programas de televisión incluyendo la comedia de Channel 4, The Book Group, y en la serie Grange Hill.
En 2006, McGregor fue finalista en la tercera edición de The X Factor. McGregor fue auspiciada en el show por Sharon Osbourne. Fue eliminada en la tercera semana con Dionne Mitchell.
En 2010, apoyó al cantante y compositor escocés Jay Brown, y estaba trabajando con el productor y músico Calais Brown en el momento de su muerte.

## Vida personal
McGregor nació en 1974, en Pumpherston, West Lothian, Escocia. Su abuelo era Bobby McKerracher, conocido como "el Bing Crosby escocés". Después que su padre murió en un accidente de auto a los 5 años, fue criada por su madre, quien también era una talentosa cantante.
Mientras cursaba estudios en West Calder High School, McGregor prometía como gimnasta hasta los 13 años, cuando se cayó de un árbol y se quebró la espalda. Confinada a una silla de ruedas, en seis semanas aprendió a caminar usando muletas.
Estaba involucrada en varias organizaciones benéficas, dedicadas a la promoción de mujeres, niños y discapacitados. McGregor vivía en West Lothian cerca de Edimburgo, con su pareja y su hijo Joshua.

## Muerte
Después de dos años de quejarse de dolores de estómago, en septiembre de 2010, McGregor fue diagnosticada con cáncer de vejiga. Después de someterse a tres meses de quimioterapia, reveló su diagnóstico en una entrevista con The Sun en abril de 2011. El 4 de enero de 2012, se anunció en su página de Facebook que había fallecido ese mismo día de la enfermedad.

## Discografía

### Sencillos
| Año  | Título                                 | Posición en listas del Reino Unido | Álbum           |
| ---- | -------------------------------------- | ---------------------------------- | --------------- |
| 1997 | "Yodel in the Canyon of Love"          | —                                  | Eurovision 1997 |
| 1997 | "Freedom" (como parte de la banda QFX) | #21                                | Freedom         |